# دانشگاه اپوکا
دانشگاه اپوکا (به لاتین: Epoka University) یک دانشگاه در آلبانی است که در تیرانا واقع شده است.